# K-1 World Grand Prix Final 2007
Op 8 december 2007 werd de K-1 World Grand Prix Final 2007 gehouden in de Yokohama Arena, Japan. Het hoofdtoernooi bestond uit 8 deelnemers die zich in de Grand Prix toernooien van 2007 geplaatst hebben plus 2 deelnemers aan het reservegevecht die eventueel zouden invallen voor een geblesseerde deelnemer.

## Overzicht wedstrijden

### Openingswedstrijden
| Mitsugu Noda      | vs | Noel Cadet    |
| Jan Nortje        | vs | Kim Dong-wook |
| Takashi Tachikawa | vs | Kim Ki-min    |

### Reservewedstrijd
| Mighty Mo | vs | Paul Slowinski |

De reservewedstrijd werd gevochten door vechters die de kwartfinales niet konden bereiken. 

### Kwartfinale
| Jérôme Le Banner | vs | Choi Hong-man       |
| Semmy Schilt     | vs | Glaube Feitosa      |
| Badr Hari        | vs | Remy Bonjasky       |
| Peter Aerts      | vs | Junichi Sawayashiki |

Het gevecht tussen Badr Hari en Remy Bonjasky was beladen omdat ze zodanig gebrouilleerd zijn dat ze weigerden elkaar bij de perspresentatie de hand te schudden. In de eerste ronde van het gevecht was Hari (die tijdens het duel een knokkel brak) overtuigend de beste, in de tweede ronde ging het gelijk op en in de derde ronde nam Bonjasky het heft in handen met een serie snoeiharde low-kicks. 

### Halve finale
| Semmy Schilt | vs | Jérôme Le Banner |
| Peter Aerts  | vs | Remy Bonjasky    |

Bonjasky hield een blessure aan zijn wreef over aan het gevecht met Aerts.

### Supergevecht
| Musashi | vs | David Dancrade |

### Finale
| Semmy Schilt | vs | Peter Aerts |

Schilt raakte Aerts in de eerste ronde van de finale met drie tikken op het hoofd. Bij de derde tik verdraaide Aerts zijn knie zodanig dat hij niet meer verder kon. 12 van de 15 K-1 World Grand Prix Finals zijn hiermee door Nederlanders gewonnen.